# Diamant (fusée)
Pour les articles homonymes, voir Diamant (homonymie).
« Vulcain (fusée) » redirige ici. Pour les autres significations, voir Vulcan (fusée), Vulcain (moteur-fusée) et Vulcain.
Diamant est un lanceur spatial léger français, dont le premier lancement a eu lieu en 1965 depuis la base saharienne d'Hammaguir. Le lanceur a permis l'envoi du premier satellite français dans l'espace sur une orbite basse, Astérix (39 kg), faisant ainsi de la France la troisième puissance spatiale mondiale. Il s'agit donc du premier lanceur orbital construit au-dehors des États-Unis et de l'URSS. Diamant est l'aboutissement du programme de recherche dit des « Pierres précieuses », débuté en 1961. La fusée volera douze fois jusqu'en 1975, date à laquelle le programme est supprimé en faveur du lanceur européen Ariane. Le chef du projet, Charley Attali, a reçu la Légion d'honneur en 1965 pour le Diamant,.

## Histoire

### Contexte: le lancement du programme spatial français (1961)
Conséquence de la course à l'espace lancée par l'Union soviétique et les États-Unis, le président de la République française, le général de Gaulle, décide le 7 janvier 1959 de créer le Comité de recherches spatiales (CRS) chargé d'étudier le rôle que la France peut jouer dans ce nouveau domaine. Le comité regroupe des scientifiques, des ingénieurs ainsi que des représentants des ministères et est présidé par Pierre Auger, physicien français de renommée mondiale.
Ses premières décisions portent sur des expériences embarquées en 1959 sur trois Véronique AGI dans le cadre de l'Année géophysique internationale. La synergie potentielle entre les développements militaires en cours et le développement d'un lanceur de satellites est connue des militaires mais, à l'époque, le gouvernement français n'envisage pas de s'engager dans cette voie. En juin 1960, les ingénieurs de la SEREB réalisent « sous le manteau » une pré-étude de ce qui allait devenir la fusée Diamant. Le professeur Auger, qui n'est pas au courant de ces travaux clandestins, manifeste de son côté en octobre 1960 son intérêt pour la fusée Émeraude développée dans le cadre du programme militaire. Parallèlement en octobre 1960, à l'initiative de la France et du Royaume-Uni la réalisation d'un lanceur européen est mise à l'étude.
Le 2 août 1961, le général de Gaulle, qui a finalement pris connaissance de l'étude de la SEREB, décide de profiter de l'opportunité de construire un lanceur de satellites à faible coût : il donne son feu vert à la construction du lanceur Diamant. Il annonce par ailleurs la création d'une agence spatiale, le Centre national d'études spatiales (CNES), qui reprend les attributions du CRS (sa création sera effective le 7 mai 1962). La fusée Diamant doit s'appuyer sur les développements effectués pour le missile stratégique : elle est constituée d'un premier étage doté d'un moteur à ergols liquides de 28 tonnes de poussée développé par le LBRA et de deux étages à propergols solides. Le troisième étage non piloté (mais stabilisé par la mise en rotation de l'ensemble deuxième et troisième étages avant leur séparation) développé spécifiquement pour le lanceur civil doit permettre la satellisation d'un satellite de 50 à 80 kg. Quatre tirs sont planifiés à compter de 1965.

### Le programme des Pierres Précieuses (1961-1965)

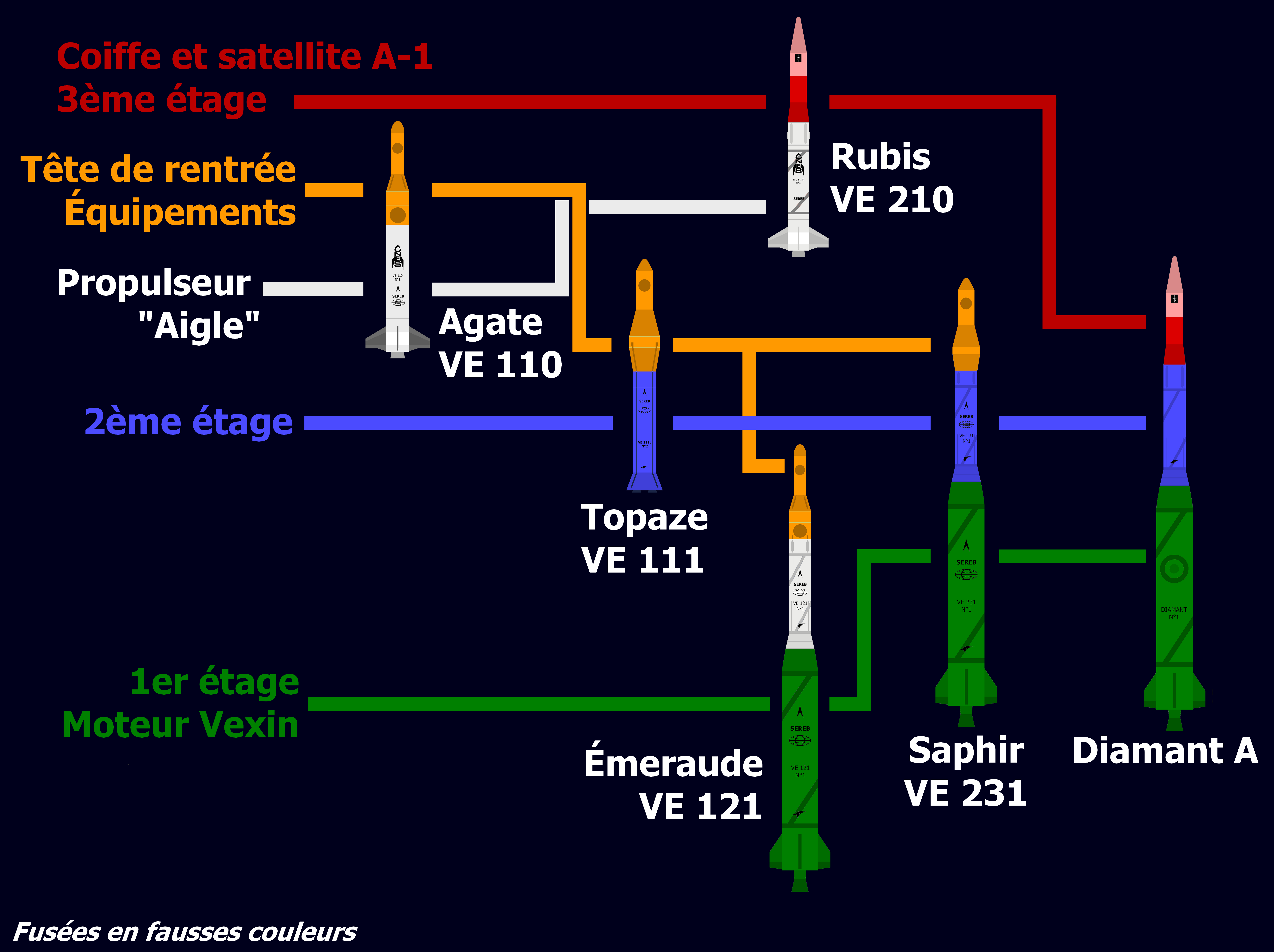
Les fusées du programme des Pierres Précieuses.

Pour permettre la mise au point des missiles M1, S2 et du lanceur Diamant, le SEREB, lance en 1961 le programme des « Études balistiques de base » (EBB), dits des « Pierres précieuses ». Le missile balistique sol-sol S2 doit pouvoir emmener une tête dotée d'une charge nucléaire d'une puissance de 1,5 mégatonne à 3 500 km. Le développement industriel est confié principalement aux sociétés Nord-Aviation et Sud-Aviation.
Entre 1961 et 1965, toutes les connaissances nécessaires pour la réalisation d'un missile à longue portée ainsi que d'un lanceur de satellite sont méthodiquement acquises. Plusieurs fusées sont conçues, chacune étant chargée de mettre au point séparément un ou plusieurs équipements :
- Les fusées Aigle et Agate (8 tirs tous réussis) permettent de mettre au point les systèmes de télémesure et les installations au sol (1961 à 1963) ;
- Les fusées Topaze (14 tirs dont 1 échec) qualifient le deuxième étage, les systèmes de guidage et de pilotage ainsi que le profil de la tête de rentrée du missile (1962 à 1965) ;
- Les fusées Émeraude (5 tirs dont 3 échecs) valident le fonctionnement du 1er étage en particulier la tuyère orientable et des dispositifs de guidage (1964 à 1965) ;
- Les fusées Saphir (3 tirs dont 1/2 échec + 6 tirs dédiés au missile) permettent de tester l'intégration 1er et 2e étage, et le guidage du missile pour les premiers étages (1965 à 1967) ;
- Les fusées Rubis (6 tirs de qualification dont 2 échecs) qualifient le troisième étage de la fusée Diamant, la séparation de la coiffe et du troisième étage ainsi que le système de stabilisation et les procédures de suivi de satellisation (1964 à 1967).

Dans le cadre du programme Diamant, les principaux acteurs industriels français de l'aéronautique acquièrent la connaissance qui leur permettra de faire jeu égal avec les Américains dans le domaine des lanceurs classiques dans le cadre du programme Ariane : les établissements de la future Aérospatiale pour le corps des fusées, Snecma pour la propulsion, Matra pour la case à équipements, SFENA et SAGEM pour la centrale à inertie. Des organismes de recherche comme l'ONERA (aérodynamique, propulsion), le CNET et le CNRS participent en amont aux études de conception du lanceur et des satellites.

### Le lanceurDiamant A(1965-1967)
Le premier tir de la fusée Diamant A1, le 26 novembre 1965, depuis le site d'Hammaguir est un succès. Il permet la mise sur orbite du premier satellite artificiel français pesant 39 kg et baptisé « Astérix A1 ». Endommagé par la séparation de la coiffe, celui-ci reste muet, mais les radars de suivi permettront de confirmer que la satellisation s'est bien effectuée, le satellite transmettra tout de même quelques sons, diffusés en grande pompe à la radio française. De plus, il est détecté un autre satellite sur la même orbite qu'Astérix. Après enquête, il s'avérera qu'il s'agit d'une clef de 8, oubliée dans la coiffe lors de sa fermeture. Cette clef est donc de facto le premier satellite artificiel français.
Quelques jours plus tard, la satellisation du satellite FR-1 par une fusée américaine Scout vient couronner cette réussite qui fait de la France la troisième puissance spatiale. Le CNES réussit à imposer ses satellites D1 sur les trois tirs suivants qui ont lieu en 1966 et le 15 février 1967.
Le troisième vol de Diamant A subit une avarie sur le troisième étage, celui-ci développant une poussée trop faible pour permettre au lanceur d'atteindre l'orbite souhaitée. Néanmoins, il ne s'agit que d'un échec partiel, le satellite ayant pu remplir sa mission même sur cette orbite plus basse que prévu.
Le dernier vol de Diamant A le 15 février 1967 marquera également la toute dernière utilisation de la base d'Hammaguir. En effet, à la suite de l'indépendance de l'Algérie, la France doit rendre la base au début de l'été 1967. Il fut décidé de déplacer toutes les activités liées au spatial en Guyane, plus précisément sur la commune de Kourou.

### Le lanceurDiamant B(1970-1973)
Après les succès des premiers vols de Diamant, le CNES envisage toute une gamme de lanceurs dérivés, de plus en plus puissants. Diamant est une évolution de Diamant A, le premier étage est allongé, tout comme les deux autres. Plusieurs systèmes sont également adaptés pour pouvoir accueillir des charges utiles plus lourdes. Le moteur du premier étage évolue, passant du moteur Vexin au moteur Valois, plus efficace.
La base d'Hammaguir cessant ses activités dès l'été 1967, c'est donc à Kourou que Diamant B fera ses premiers vols. Pour cela, une aire de lancement spécifique fut construite (Ensemble de Lancement Diamant - ELD). Diamant B décollera du Centre Spatial Guyanais pour la première fois le 10 mars 1970, vol qui se solda par un succès. À bord de ce vol inaugural se trouvaient les satellites MIKA et WIKA, souvent regroupés sous l'appellation DIAL (contraction de Diamant et de Allemand). WIKA était le deuxième satellite allemand, réalisé pour mener diverses expériences. MIKA était une capsule technologique, solidaire du troisième étage, bardée de capteurs pour mesurer les performances de Diamant B. Malheureusement cette capsule tomba en panne dès la dix-septième seconde du vol.
En décembre 1970, Diamant B effectua son second vol, également réussi, pour l'envoi du satellite PEOLE, servant de démonstrateur technologique pour le futur satellite français EOLE (PEOLE étant la contraction de Préliminaire EOLE), qui sera lancé six mois plus tard sur un lanceur américain. Le 15 avril 1971, Diamant B décolle une nouvelle fois de Guyane pour l'envoi du satellite français Tournesol, servant notamment à la détection d'hydrogène dans certaines zones de l'espace. Le lancement est un succès, mais ce sera le dernier vol réussi de Diamant B.
En effet, lors de son quatrième vol, Diamant B subit une mal-fonction majeure avec l'explosion en vol de son deuxième étage, qui entraîne donc la destruction du satellite Polaire également à bord, qui avait un objectif similaire à Tournesol. Ce fut la première tentative de la France d'atteindre une orbite polaire. Diamant B décollera une dernière fois de Kourou le 21 mai 1973 avec les satellites Castor et Pollux à bord, mais souffrira une nouvelle fois d'une défaillance, due à la coiffe du lanceur qui refusa de s'ouvrir. En effet, l'ouverture est commandée en deux temps, et la deuxième action, celle qui sépare les deux demi-coiffes, est commandée par des câbles, câbles qui furent sectionnés lors de la première action (séparation de la coiffe vers l'avant). Le troisième étage et les satellites retomberont sur Terre.

### Le lanceurDiamant BP4(1975)
Après le lancement de Diamant B, il était initialement prévu de passer à une version plus lourde de Diamant, avec un premier étage plus large et de nouveaux étages supérieurs, le tout devant à terme amener au lanceur Améthyste, possédant deux propulseurs d'appoint. Néanmoins, le CNES décide de passer par une version intermédiaire, dénommée BP4, pour valider notamment les étages supérieurs avant d'essayer le nouveau premier étage. Diamant BP4 utilisera donc le même premier étage que Diamant B, et le même moteur Valois. Le deuxième étage lui est entièrement nouveau, il s'agit d'un Rita, là où les versions précédentes possédaient un étage Topaze. Ce nouveau deuxième étage possède un diamètre similaire au premier étage, tout comme le troisième étage, qui reste semblable à l'ancien dans sa conception.
Une avancée sur ce lanceur est l'ouverture à la coopération internationale. En effet, un contrat est signé avec le Royaume-Uni pour la construction des coiffes de Diamant BP4, qui seront désormais faites en matériaux composites et de couleur brune. Cette nouvelle coiffe est dérivée de celle utilisée sur le lanceur orbital anglais Black Arrow.
Le premier vol de Diamant BP4 eut lieu le 6 février 1975, avec à bord le satellite français Starlette, destiné à mesurer les variations du champ gravitationnel terrestre. Le lancement se déroulera à la perfection, ce qui mènera au deuxième lancement, effectué le 15 mai 1975, avec comme charge utile les satellites Castor et Pollux, des satellites identiques à ceux qui avaient été perdus lors du dernier vol de Diamant B. Enfin, Diamant BP4 effectuera un dernier vol pour l'envoi du satellite Aura, servant à la mesure du rayonnement ultraviolet provenant de l'Univers, lancement qui sera également un succès.
Ce vol sera le dernier d'un lanceur Diamant, en effet, le programme sera brutalement annulé dans sa globalité quelques mois plus tard, et le Centre spatial guyanais mis en pause pour plus de 3 ans.

### Projets abandonnés des futurs lanceursDiamant

#### Super-Diamant
Après plusieurs réussites des lancements des lanceurs Diamant, il est envisagé de continuer la famille des lanceurs Diamant avec des fusées plus puissantes que ses prédécesseurs, qui permettra de placer en orbite basse une charge utile beaucoup plus lourde. Le Super Diamant est envisagé, qui est composé d'un premier étage à poudre P16, étage dérivé du premier étage du missile SSBS, un second inchangé P2 et un troisième étage plus volumineux P1. Il est prévu d'être lancé depuis le centre spatial guyanais à partir de 1968/1969 (théoriquement), et pourra placer jusqu’à 250 kg en orbite basse (200 km).

#### Hyper-Diamant
Il est aussi envisageable de développer le projet des Hyper-Diamant d’une masse de 35 tonnes, une évolution supérieure à la Super-Diamant. Il est composé de quatre étages à poudre P16, P10, P2 et P1, et il sera capable de placer 55 kg en orbite géostationnaire et Il est prévu d’être lancé à partir de 1969.

#### Diogène
La SEREB étudie aussi les lanceurs Diogène, d’une masse de 60 tonnes, composé d’un étage P40, un second P10 et un H3,5 à hydrogène et oxygène liquide, et fera une taille de 25,9 mètres par 2,2. Il pourra placer entre 800 kg et 1 000 kg en orbite basse, et 200 kg en orbite géostationnaire. Il est prévu qu’il décolle la première fois entre 1972 et 1975.

#### Vulcain
Le Laboratoire de recherches balistiques et aérodynamiques (LRBA) envisage quant à lui les lanceurs Vulcain, d’une masse de 100 tonnes, pouvant placer 1 050 kg en orbite basse et 180 kg en orbite géostationnaire. Il est composé comme premier étage d'un paquet de quatre étages Émeraude équipé d’un moteur-fusée Vexin chacun, qui sera nommé Catherine, d’une taille de 14,4 mètres de haut par 2,8 mètres. Le premier vol est prévu en 1970.

### Un lanceur à l'origine du programme européenAriane
Malgré cette réussite, la France préféra arrêter ce programme pour se consacrer entièrement au programme Ariane : 

« Pour la France, le lanceur devait être développé au niveau européen pour deux raisons principales :
- d'une part les coûts étaient trop élevés pour être supportés par la France seule ;
- d'autre part le marché des satellites d'applications en Europe pour les années à venir serait assez important pour justifier que l'Europe dispose de ses propres moyens de lancement et assure son autonomie spatiale. »

Cette décision du CNES marqua un coup d'arrêt brutal à tous les programmes français de l'époque, fusées-sondes, et lanceurs orbitaux y compris. Cela marqua donc la fin de l'ère des lanceurs orbitaux français, et la fin définitive du programme de lanceurs Diamant.

## Chronologie de lancement

### Diamant A
Source
- H - 6 h 30 : Premier départ des équipes des constructeurs et du Centre d’Essais d’Hammaguir vers la base de lancement (« Brigitte »).
- H - 6 h 00 : Mise en place du personnel et du matériel pour le remplissage en « fantol » et le remplissage en essence du premier étage, déhaubanage de la fusée: réchauffage de la batterie S.B. 8, début du remplissage en fantol (celui-ci demande cinq minutes).
- H - 5 h 45 : Fin de remplissage « fantol » et début de remplissage en essence de térébenthine (15 minutes)
- H - 5 h 00 : Fin de remplissage essence mise en place sécurité-incendie et équipe sanitaire côté acide mise en place de l'avitailleur acide.
- H - 4 h 15 : Évacuation de la rampe par le personnel non indispensable ; début de remplissage en acide nitrique contrôle de l'allumeur de la charge de destruction du premier étage.
- H - 3 h 45 : Mise en place du personnel pour l'essai général du champ de tir début d'écoute (bases « Bacchus », Brétigny, Guepratte).
- H - 3 h 30 : Essai Général Champ de Tir (chronologie fictive prise à H - 15'). Cet essai se poursuit en temps réel au moins jusqu'à H + 12'. Il se poursuit, si nécessaire, en temps accéléré.
- H - 3 h 00 : Fin de remplissage acide, coupure du réchauffage batterie S.B. 8, début de l'armement pyrotechnique (deuxième phase) la clef du pupitre de tir est remise aux artificiers branchements pyrotechniques des premier et deuxième étages de la fusée.
- H - 1 h 45 : Repli provisoire des artificiers mise sous tension manuelle du fonctionnel pilotage, et mise en route de la centrale d'attitude S.A.G.E.M.
- H - 1 h 35 : Suite armement pyrotechnique (deuxième phase) la centrale S.A.G.E.M. et les ventilations restent en route début de l'étalonnage de la télémesure.
- H - 1 h 10 : Remplacement de l'enceinte chauffante troisième étage par une housse calorifuge largable.
- H - 50 minutes : Évacuation de l'engin par les artificiers ; retrait du portique et contrôle de la centrale S.A. G.E.M.
- H - 20 minutes : Arrêt de la ventilation du bloc S.A.T. premier étage. Le personnel de la tour se replie.
- H - 15 minutes : Fermeture des portes du P.C. « Brigitte » ; remise de la clef du pupitre à l'opérateur pupitre de tir ; fin de l'étalonnage de la télémesure.
- H - 12 minutes : Feu vert PC. « Brigitte » ; remise hautes tensions radar et télécommande.
- H - 10 minutes : Établissement du contact général du pupitre de tir ; contrôle des voyants ; démarrage de la caméra du pupitre et des contrôleurs qui effectuent leur autocontrôle.
- H - 9 minutes : Alimentation de l'engin sur les batteries externes (en particulier répondeur, balise C.N.E.T., télémesures, qui émettent quelques secondes après) contrôle de l'alimentation fonctionnelle pilotage premier étage; début des contrôles télémesures et contrôle de répondeur.
- H - 8 minutes : « Brigitte » cesse d'interroger l'engin et contrôle sa réponse à l'interrogation de radar Aquitaine.
- H - 5 minutes : Les récepteurs de télécommande sont branchés sur une alimentation extérieure ; Vérification du passage des ordres de démarrage troisième étage et de l'ordre de destruction contrôles des tensions de télécommandes et de l'électronique de basculement.
- H -4 minutes : Mise en route des enregistreurs magnétiques.
- H - 3 minutes 20 secondes : Coupure de l'alimentation extérieure télécommande. Contrôle de la chaîne de pilotage du premier étage.
- H - 2 minutes 30 secondes : Le point de télémesure passe le vert si tout est correct.
- H - 2 minutes : Ouverture des vannes haute pression et basse pression du premier étage contrôle dynamique de la chaîne de pilotage du premier étage.
- H - 1 minute 15 secondes : Armement des moteurs allumeurs du premier et du deuxième étages suite des contrôles premier étage et télémesure.
- H - 1 minute : Branchement de l'engin sur batterie interne démarrage du G.A.P. du deuxième étage et changement de vitesse de la caméra du pupitre contrôles du pilotage du deuxième étage.
- H - 20 secondes : Armement du dispositif de destruction. Démarrage de l'enregistreur derniers instants.
- H - 10 secondes : Mise en route des caméras oscilloscopes.
- H - 7 secondes : Mise en route de l'horloge du pupitre du tir qui, à partir de cet instant, commande automatiquement les séquences. Démarrage du programme de séquences (case d'équipement) et du programmeur de séquences d'attitude ; Armement, largage sangle ; Branchement des batteries pyrotechniques de l'engin.
- H - 5 secondes : Déclenchement des caméras et de tous les enregistrements sol.
- H - 2 secondes : Largage des prises ombilicales « charges utile » et « case d'équipement ». Ce largage conditionne la mise à feu des fusées anti-roulis.

- H - 0 : Ordre « FEU » du pupitre de tir ; il déclenche - la mise à feu du générateur du 1er étage. - le largage de la prise ombilicale du 1er étage.

Décompte positive
- H + 2 secondes : Décollage. Il est contrôlé par l'opérateur Centre d'Essai du P.C.C.T. qui annonce alors « TOP DECOLLAGE » (l'allumage de la tuyère n'est pas significatif, il a lieu environ 1,5 à 2' avant le décollage).
- H + 7 secondes : Largage fusée anti-roulis.
- H + 1 minute 35 secondes : Fin de propulsion du 1er étage et mise à feu du 2ème étage.
- H + 2 minutes 19secondes : Fin de propulsion du 2ème étage.
- H + 2 minutes 32 secondes : Largage de la coiffe.
- H + 2 minutes 28 secondes : Déploiement des antennes.
- H + 2 minutes 47 secondes : Début de basculement.
- H + 4 minutes 45 secondes : Mise en rotation.
- H + 4 minutes 59 secondes : Séparation du 3ème étage.
- H + 6 minutes 32 secondes : Retombée de l'étage.
- H + 7 minutes 20 secondes : Mise à feu 3ème étage.
- H + 8 minutes 5 secondes : Fin de propulsion 3ème étage injection périgée.
- H + 10 minutes 22 secondes : Séparation du satellite du 3ème étage.
- H + 14 minutes 04 secondes : Retombée du 2ème étage.

## Caractéristiques techniques
Trois versions sont successivement développées :

### Diamant A
C'est la première version de la fusée Diamant. Elle est utilisée pour mettre en orbite le satellite Astérix puis par la suite trois autres petits satellites au cours de la période 1965-1967. Les lancements ont lieu au Centre interarmées d'essais d'engins spéciaux à Hammaguir en Algérie. Sur les quatre lancements la fusée ne connait qu'un seul échec.
Le premier étage est haut de 10 mètres, a un diamètre de 1,4 m et pèse 14,7 tonnes. Le moteur-fusée de type LRBA Vexin à propergols liquides fournit une poussée de 269 kN pendant 93 secondes. Le deuxième étage fait 4,7 mètres de long pour un diamètre de 80 centimètres. Il pèse 2,9 tonnes et développe une poussée de 165 kN sur une durée de 44 secondes en utilisant des moteurs à poudre. Le troisième étage fait 0,65 m de diamètre. Son poids s'élève à 709 kg. Son moteur à poudre brûle durant 45 secondes et développe une poussée de 27 kN à 53 kN. Une fois assemblée, la fusée Diamant A fait 18,95 mètres de haut et pèse 18,4 tonnes.

Détail des étages du lanceur Diamant A
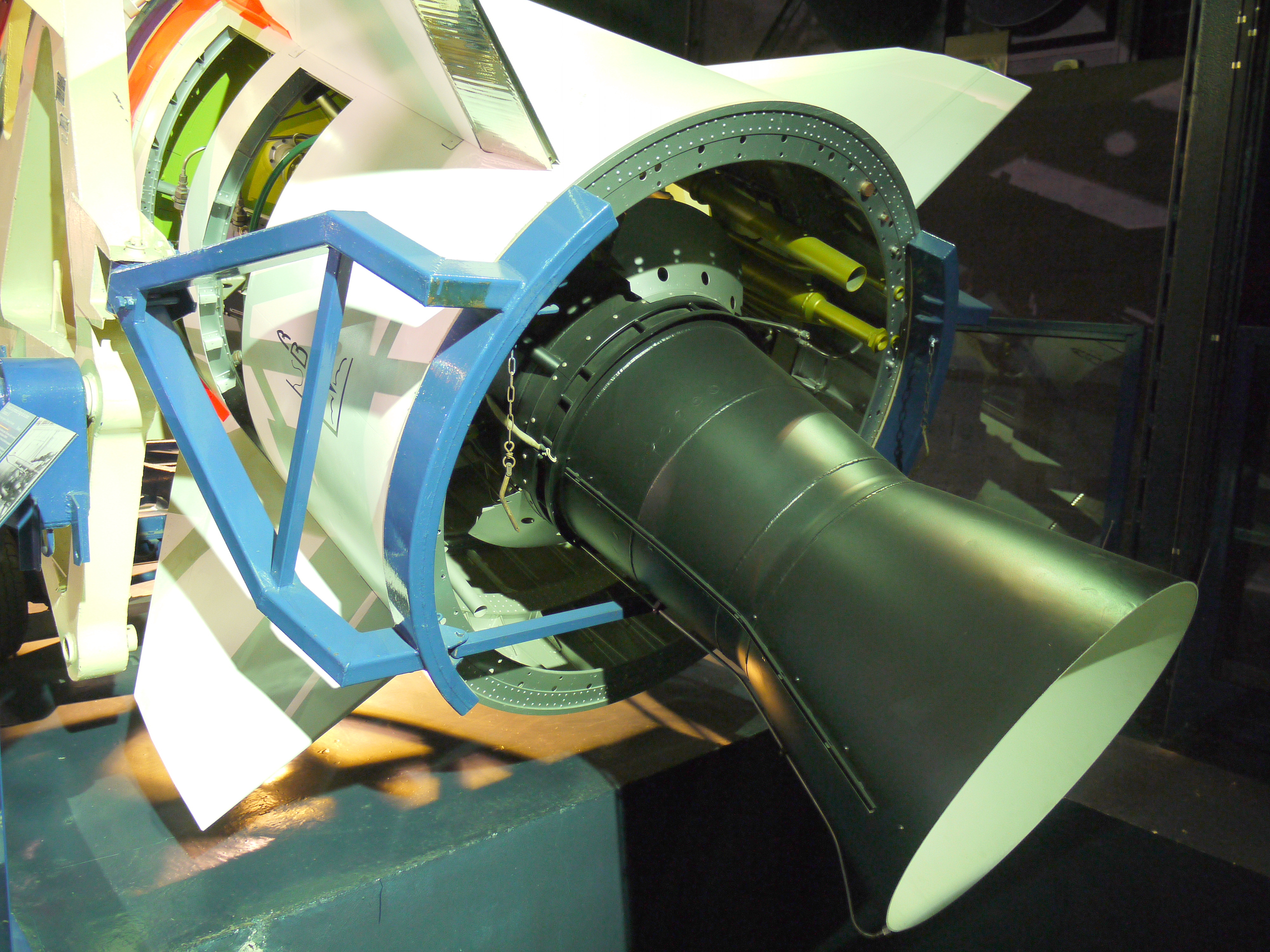
Détail de la tuyère du premier étage de la fusée Diamant A.
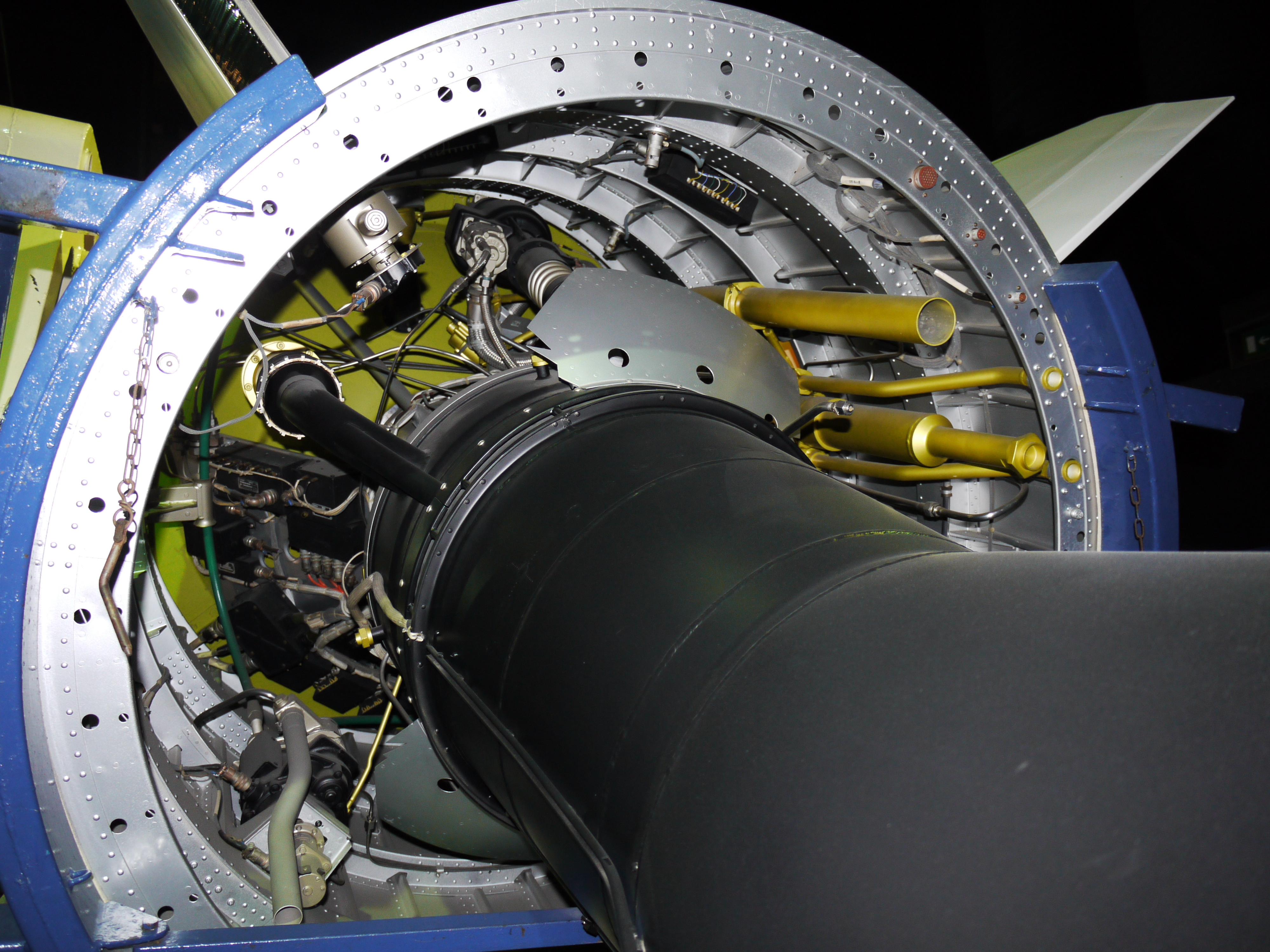
Détail de la tuyère du premier étage de la fusée Diamant A.
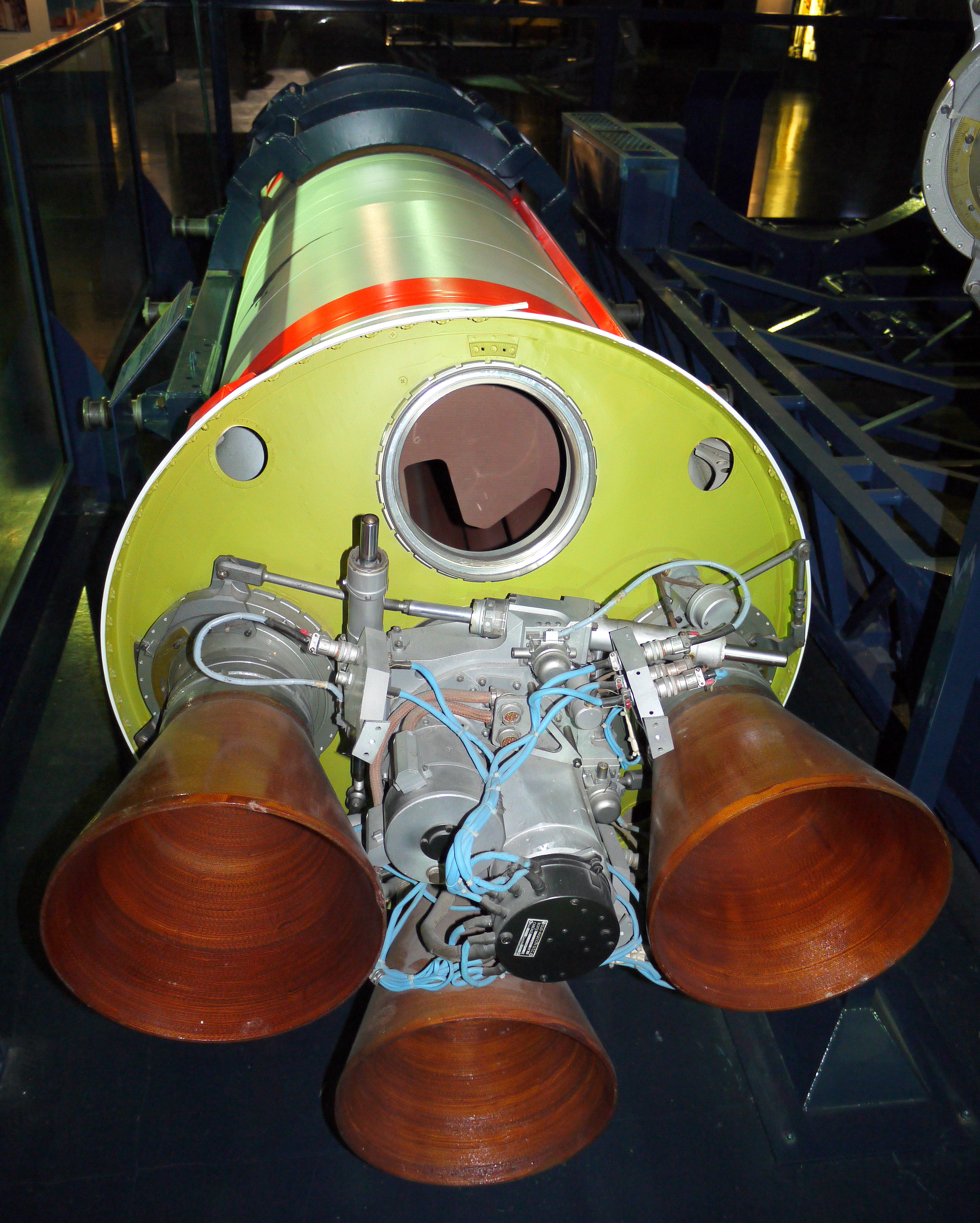
Détail des tuyères du 2e étage de la fusée Diamant A.

### Diamant B
C'est une version plus puissante grâce à l'utilisation de propergols plus efficaces (UDMH + N2O4) sur le premier étage. Cinq lancements de satellites ont lieu entre 1970 et 1973, dont les deux derniers ont échoué. Tous les lancements se font à partir du Centre spatial guyanais à Kourou. Le premier étage est long de 14,2 mètres, avec un diamètre de 1,4 mètre et pèse 20,1 tonnes. Son moteur développe une poussée de 316 à 400 kN (en fonction de l'altitude de vol) pendant 116 secondes. Le deuxième étage est identique à celui du Diamant A. Le troisième étage a une longueur de 1,67 mètre et un diamètre de 80 centimètres. Il développe une poussée de 24 kN pendant 46 secondes. Une fois assemblée, la fusée Diamant B est haute de 23,5 mètres et pèse 24,6 tonnes.

### Diamant BP4

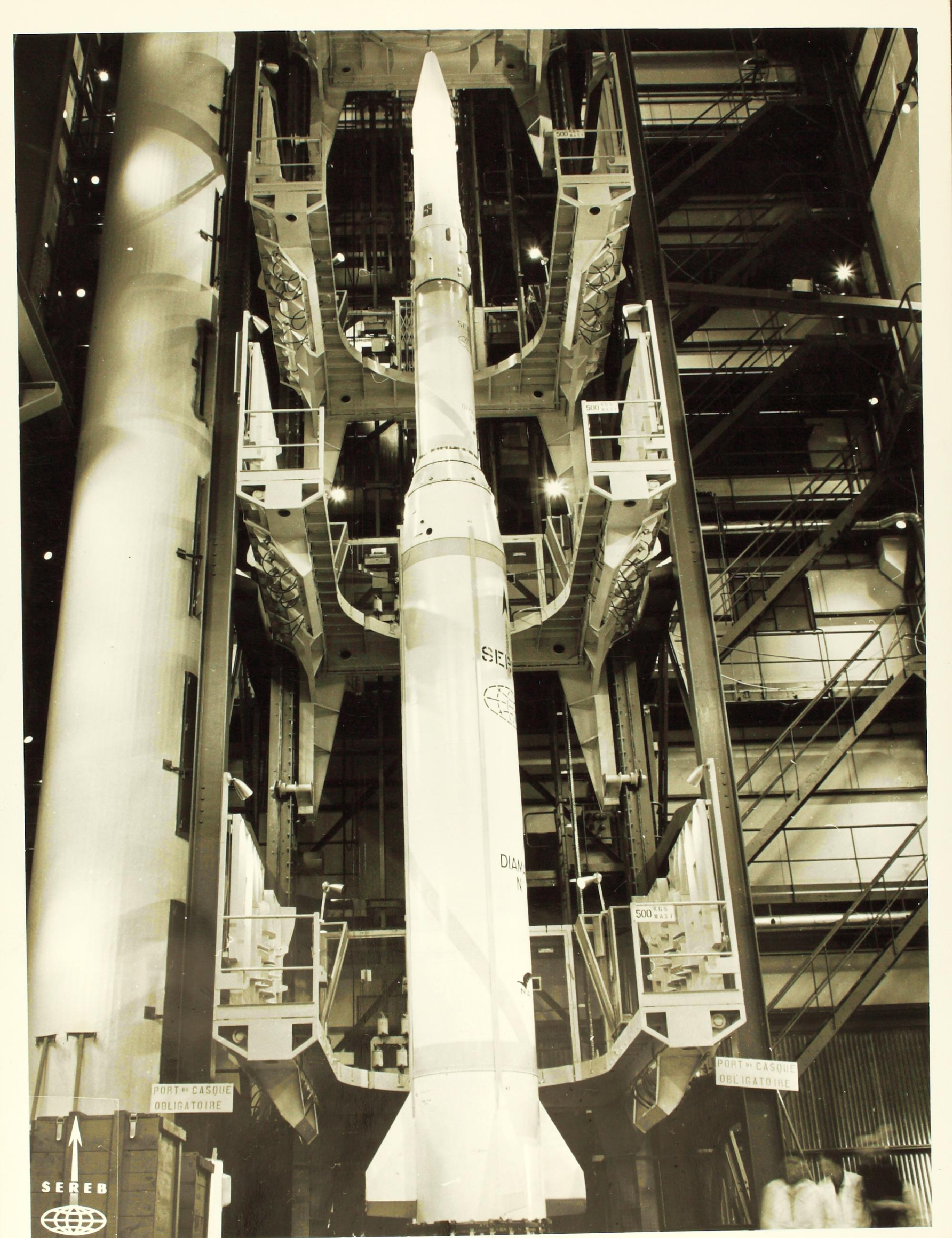
Diamant A dans son bâtiment d'assemblage.

Cette version comporte un deuxième étage à poudre plus puissant permettant de gagner environ 10 % sur les performances du lanceur. Trois lancements réussis sont effectués en 1975, mettant un total de quatre satellites en orbite. Le deuxième étage dérive du missile mer-sol balistique stratégique M1. Avec une longueur de 2,28 mètres et un diamètre d'1,5 mètre il développe une poussée de 180 kN pendant 55 secondes. La coiffe de Diamant BP4 est un dérivé direct de la coiffe utilisée sur le lanceur anglais Black Arrow, et est fabriquée par le Royaume-Uni.
| Version                       | Diamant A                                | Diamant B                     | Diamant BP4                   |
| ----------------------------- | ---------------------------------------- | ----------------------------- | ----------------------------- |
| Étages                        | 3                                        | 3                             | 3                             |
| Longueur                      | 18,49 m                                  | 24,20 m                       | 21,64 m                       |
| Diamètre                      | 1,4 m                                    | 1,4 m                         | 1,4 m                         |
| Masse au lancement            | 18,49 t                                  | 24,2 t                        | 24,68 t                       |
| Poussée au décollage          | 274 kN                                   | 348 kN                        | 317 kN                        |
| Coiffe (longueur x diamètre)  | 2,16 x 0,65 m                            | 2,8 x 0,85 m                  | 4,5 x 1,38/1,45 m             |
| Charge utile (orbite basse)   | 80 kg                                    | 115 kg                        | 112 kg                        |
|                               | 1er étage                                |                               |                               |
| Désignation                   | Émeraude (L 12)                          | Améthyste (L 17)              | Améthyste (L 17)              |
| Longueur                      | 9,99 m                                   | 14,21 m                       | 14,33 m                       |
| Diamètre                      | 1,4 m                                    | 1,4 m                         | 1,4 m                         |
| Masse totale (dont propergol) | 14,7 t (12,8 t)                          | 20,3 t (18 t)                 | 20,3 t (18 t)                 |
| Propulsion                    | Vexin                                    | Valois                        | Valois                        |
| Propergol                     | acide nitrique / essence de térébenthine | UDMH/Peroxyde d'azote         | UDMH/Peroxyde d'azote         |
| Poussée                       | 274 kN                                   | 348 kN                        | 317 kN                        |
| Impulsion spécifique (sol)    | 203 s                                    | 221 s.                        | 212 s.                        |
| Durée de la combustion        | 93 s                                     | 112 s                         | 118 s                         |
|                               | 2e étage                                 |                               |                               |
| Désignation                   | Topaze                                   | Topaze                        | Rita 1                        |
| Longueur                      | 5,43 m                                   | 5,52 m                        | 3 m                           |
| Diamètre                      | 0,85 m                                   | 0,85 m                        | 1,51 m                        |
| Masse totale (dont propergol) | 2,93 t (2,3 t)                           | 2,93 t (2,3 t)                | 5,15 t (4 t)                  |
| Propulsion                    | 4 xSEP P2.2                              | 4 xSEP P2.2                   | SEP P4.0                      |
| Propergol                     | propergol solide Isolane 28/7            | propergol solide Isolane 36/9 | propergol solide Isolane 36/9 |
| Poussée (moyenne)             | 130,6 kN                                 | 133,7 kN                      | 161 kN                        |
| Impulsion spécifique (vide)   | 259 s                                    | 259 s                         | 268 s.                        |
| Durée de la combustion        | 45 s                                     | 46,5 s                        | 46 s                          |
|                               | 3e étage                                 |                               |                               |
| Désignation                   | P0.64                                    | P0.68                         | P0.68                         |
| Longueur                      | 1,36 m                                   | 1,65 m                        | 1,65 m                        |
| Diamètre                      | 0,65 m                                   | 0,8 m                         | 0,8 m                         |
| Masse totale (dont propergol) | 0,7 t (0,6 t)                            | 0,8 t (0,7 t)                 | 0,8 t (0,7 t)                 |
| Propulsion                    | SEP P0.6                                 | SEP P0.68                     | SEP P0.68                     |
| Propergol                     | propergol solide Isolane 28/7            | propergol solide Isolane 29/9 | propergol solide Isolane 29/9 |
| Poussée                       | 38 kN                                    | 39,8 kN                       | 40 kN                         |
| Impulsion spécifique (vide)   | 273 s                                    | 278 s.                        | 275 s.                        |
| Durée de la combustion        | 45 s                                     | 46,5 s                        | 46 s                          |

## Historique des lancements des fusées Diamant
| Succès | Succès | Succès | Vol n° | Version | Date de lancement (UTC) | Base de lancement         | Opérateur      | Charge(s) utile(s) | Type                     | Orbite         | Notes                                                             |
| ------ | ------ | ------ | ------ | ------- | ----------------------- | ------------------------- | -------------- | ------------------ | ------------------------ | -------------- | ----------------------------------------------------------------- |
|        | ✓      |        | 1      | A       | 26/11/1965 14h47        | Site Brigitte - Hammaguir | Armée de l'Air | Astérix            | Satellite technologique  | OBT (LEO)      | Premier vol de Diamant La France devient la 3e puissance spatiale |
|        | ✓      |        | 2      | A       | 17/02/1966              | Site Brigitte - Hammaguir | Armée de l'Air | Diapason           | Satellite scientifique   | OBT (LEO)      |                                                                   |
|        | ~      |        | 3      | A       | 08/02/1967              | Site Brigitte - Hammaguir | Armée de l'Air | Diadème 1          | Satellite scientifique   | OBT (LEO)      | Échec partiel : Orbite trop basse                                 |
|        | ✓      |        | 4      | A       | 15/02/1967              | Site Brigitte - Hammaguir | Armée de l'Air | Diadème 2          | Satellite scientifique   | OBT (LEO)      | Dernier vol de Diamant A Dernier vol depuis Hammaguir             |
|        | ✓      |        | 5      | B       | 10/03/1970              | ELD - Kourou CSG          | CNES           | WIKA MIKA          | Satellite scientifique   | OBT (LEO)      | Premier vol de Diamant B Premier vol orbital depuis Kourou        |
|        | ✓      |        | 6      | B       | 12/12/1970              | ELD - Kourou CSG          | CNES           | PEOLE              | Satellite météorologique | OBT (LEO)      |                                                                   |
|        | ✓      |        | 7      | B       | 15/04/1971              | ELD - Kourou CSG          | CNES           | Tournesol          | Satellite scientifique   | OBT (LEO)      |                                                                   |
|        | ✕      |        | 8      | B       | 05/12/1971              | ELD - Kourou CSG          | CNES           | Polaire            | Satellite scientifique   | Orbite Polaire | Échec : Explosion du 2e étage                                     |
|        | ✕      |        | 9      | B       | 22/05/1973              | ELD - Kourou CSG          | CNES           | Castor Pollux      | Satellite scientifique   | OBT (LEO)      | Échec : La coiffe du lanceur ne s'est pas ouverte                 |
|        | ✓      |        | 10     | BP4     | 06/02/1975              | ELD - Kourou CSG          | CNES           | Starlette          | Satellite géodésiques    | OBT (LEO)      | Premier vol de Diamant BP4                                        |
|        | ✓      |        | 11     | BP4     | 17/05/1975              | ELD - Kourou CSG          | CNES           | Castor Pollux      | Satellite scientifique   | OBT (LEO)      |                                                                   |
|        | ✓      |        | 12     | BP4     | 27/09/1975              | ELD - Kourou CSG          | CNES           | Aura               | Satellite scientifique   | Orbite Polaire | Dernier vol de Diamant                                            |

## Les satellites lancés
- A-1 (Astérix) : satellite destiné à vérifier la satellisation (26 novembre 1965).
- D-1 (Diapason et Diadème) : série de trois satellites scientifiques consacrés à la géodésie (Doppler et laser). 1966 et 1967.
- WIKA & MIKA et PEOLE : essais techniques. Les deux premiers lancements Diamant B servent à tester différents dispositifs techniques dont celui du futur satellite EOLE.
- D-2A (Tournesol) : Diamant B. Étude de la distribution de l'hydrogène stellaire.
- Starlette : Diamant BP4. Satellite passif équipé de réflecteurs laser pour la géodésie.
- D5A-D5B (Castor et Pollux) : couple de satellites technologiques porteurs d'expériences scientifiques préparatoires et de propulseurs à hydrazine à l'essai.
- D-2B (Aura) : astronomie (activité solaire et galactique).

## Diamantaujourd'hui

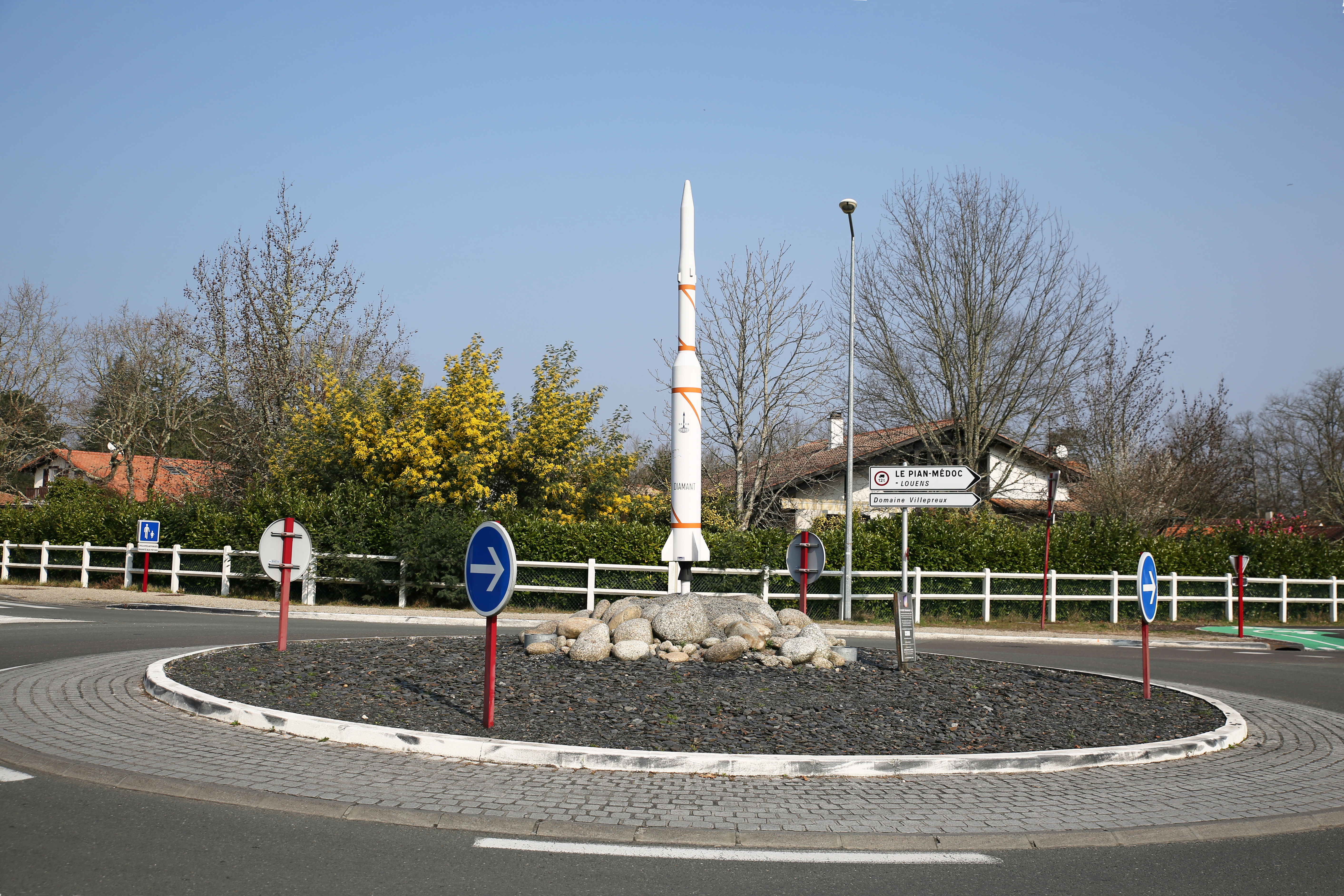
Diamant A (échelle réduite) à Saint-Médard-En-Jalles.

Lors de l'arrêt du programme Diamant en faveur du programme Ariane, plusieurs éléments du programme sont alors restés sur les bras du CNES. De nos jours, il est possible de voir certaines pièces de ce programme :
- Une Diamant A entière est exposée au musée de l'Air et de l'Espace du Bourget ;
- Un deuxième étage Topaze de Diamant A et B est également exposé au musée de l'Air et de l'Espace du Bourget, au pied de Diamant A ;
- Une Diamant A à échelle réduite est exposée sur un rond-point de Saint-Aubin-de-Médoc, commune où les lanceurs étaient assemblés avant leur envoi à Hammaguir ;
- Le pas-de-tir ELD de Diamant B et BP4 situé au Centre spatial guyanais a été en grande partie déconstruit au cours de l'année 2020, et l'emplacement va servir à accueillir le démonstrateur Callisto[14].

De plus, plusieurs technologies développées dans le cadre de ce programme seront réutilisées sur d'autres lanceurs :
- Le moteur Vexin de Diamant A sera adapté et équipera la fusée d'essai Cora, ainsi que le lanceur orbital Europa sur son deuxième étage. Le revêtement de ce deuxième étage est également similaire à celui utilisé sur Diamant[15] ;
- L'expérience du vol orbital acquise grâce à Diamant resservira également sur les lanceurs Ariane, et l'on retrouve des similitudes entre certaines pièces du lanceur européen et Diamant.